# Pachybrachis laetificus
Pachybrachis laetificus is een keversoort uit de familie bladkevers (Chrysomelidae). De wetenschappelijke naam van de soort werd in 1875 gepubliceerd door Sylvain Auguste de Marseul.